# Патентный поверенный

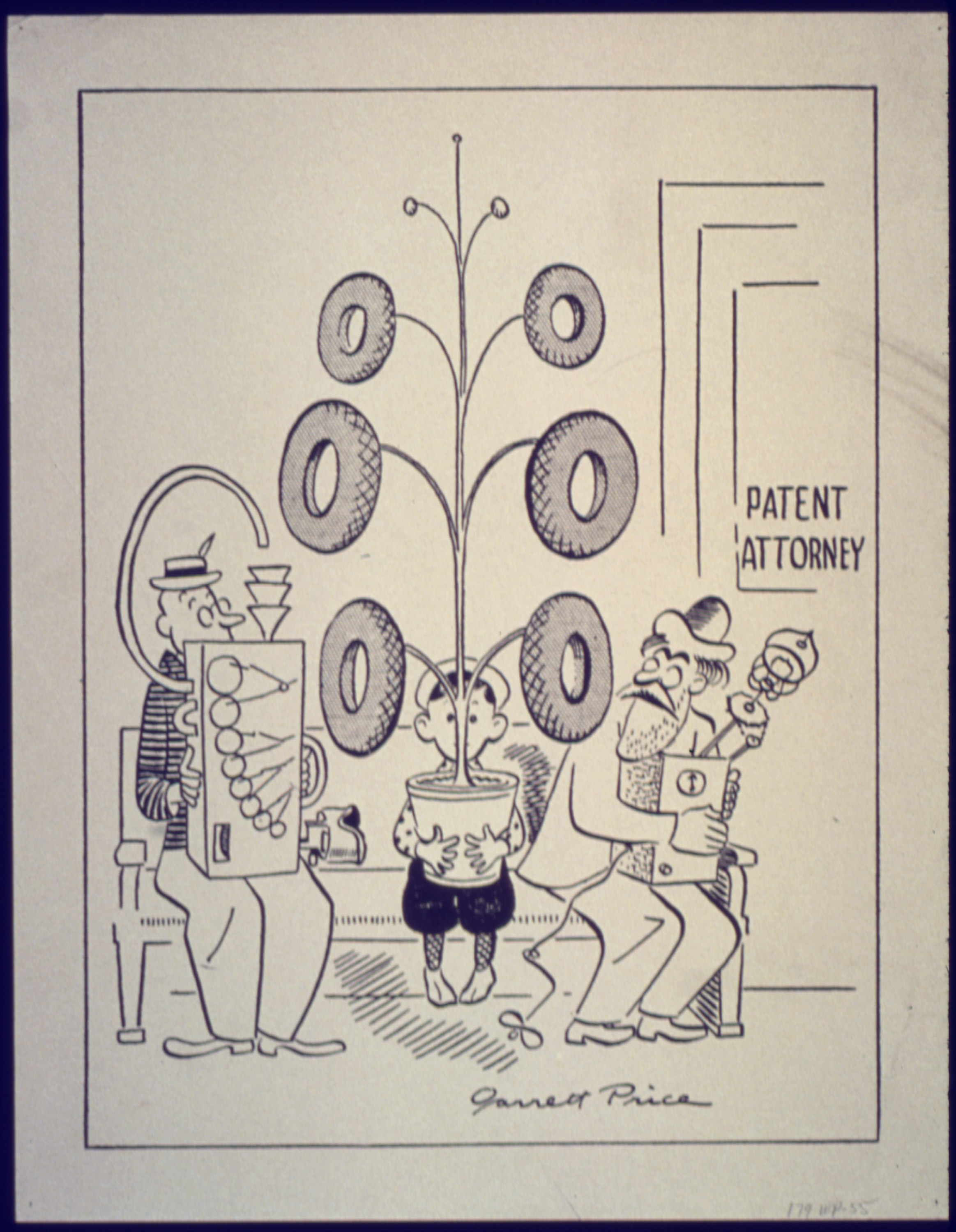
Очередь к патентному поверенному. Американская карикатура 1940-х годов.

Пате́нтный пове́ренный — это юридический статус физического лица, предоставляющий возможность оказания юридической помощи в области патентного права физическим лицам (гражданам, лицам без гражданства) и юридическим лицам (организациям), в том числе оказание защиты их интересов и прав в суде. Это лицо должно иметь специальную квалификацию, необходимую для того, чтобы представить интересы клиентов в получении патентов и действовать во всех вопросах и процедурах, касающихся патентного права и практики, в том числе и патентных споров.
Этот термин может трактоваться по-разному в разных странах, и поэтому требования к общей юридической квалификации патентных поверенных могут отличаться от требований, предъявляемых к юридической квалификации обычного адвоката.
В некоторых странах для обозначения такого рода лиц используется термин патентный агент (patent agent) и патентный юрист (patent lawyer). В некоторых случаях эти термины являются синонимами, но иногда они используются только тогда, когда человек имеет квалификацию юриста.

## Квалификационные требования
В каждой стране или региональной патентной организации имеются свои квалификационные требования, предъявляемые к патентным поверенным этой страны или организации. Например, Патентный поверенный РФ или Евразийский патентный поверенный, Европейский патентный поверенный и тому подобное.

### Патентный поверенный РФ
Пате́нтный пове́ренный РФ (Патентный поверенный Российской Федерации) — это специально уполномоченное лицо, осуществляющее по поручению клиентов ведение дел с российским федеральным органом исполнительной власти по интеллектуальной собственности.
Институт Российских патентных поверенных начал действовать в России в 1992 году с момента принятия в РФ блока законов по правовой охране объектов промышленной собственности.
Регистрация и присвоение квалификации патентным поверенным производится Роспатентом по результатам квалификационных экзаменов в соответствии с заявленной областью деятельности. Присвоение квалификации производится с определёнными ограничениями областей деятельности, основу которой составляют классификация объектов промышленной собственности: изобретения, полезные модели, промышленные образцы, товарные знаки, наименование мест происхождения товаров.

#### Правовые акты, регулирующие деятельность патентных поверенных в РФ
Отношения, связанные с деятельностью патентных поверенных на территории РФ, требования к патентным поверенным, порядок их аттестации и регистрации, а также обязанности и ответственность определяются и регулируются Федеральным законом от 30.12.08 № 316-ФЗ в соответствии с Гражданским Кодексом РФ, а именно:
- Федеральный закон от 30.12.2008 № 316-ФЗ «О патентных поверенных»
- Постановление Правительства Российской Федерации от 15 июля 2009 года № 568 «Об установлении размера и правил взимания платы за проведение квалификационного экзамена при осуществлении аттестации кандидата в патентные поверенные»
- Административный регламент исполнения Федеральной службой по интеллектуальной собственности, патентам и товарным знакам государственной функции по осуществлению аттестации и регистрации патентных поверенных Российской Федерации, выдаче патентным поверенным регистрационных свидетельств, а также контроля за выполнением патентными поверенными требований, предусмотренных законодательством Российской Федерации
- Приказ Роспатента от 23.11.2009 № 165 «Об утверждении состава Апелляционной комиссии»
- Приказ Роспатента от 23.11.2009 № 166 «Об утверждении состава Квалификационной комиссии».

#### Ассоциации и объединения российских патентных поверенных
C 1995 года в Российской федерации действовала Ассоциация российских патентных поверенных, однако в настоящее время ассоциация находится на этапе реорганизации и преобразования её в Палату патентных поверенных Российской Федерации. Председателем Ассоциации российских патентных поверенных являлся В. А. Герман.
С 1992 года на базе Ассоциации патентоведов Санкт-Петербурга начала действовать Санкт-Петербургская коллегия патентных поверенных, которая с сентября 2009 года получила статус региональной общественной организации (РОО). Председателем РОО «Санкт-Петербургская коллегия патентных поверенных» является В. В. Туренко.
Санкт-Петербургская коллегия патентных поверенных проводит ежегодную конференцию «Коллегиальные чтения», а также ряд тематических встреч, круглых столов, деловых игр и обучающих семинаров. Членство в Санкт-Петербургской коллегия патентных поверенных является открытым для патентных поверенных из любых регионов России, а не только из Санкт-Петербурга.

### Евразийский патентный поверенный
Евразийский патентный поверенный — лицо, имеющее право представительства перед Евразийским патентным ведомством. Если заявитель, желающий подать заявку в Евразийское патентное ведомство, не имеет постоянного местожительства или постоянного местонахождения на территории какого-либо Договаривающегося государства, он должен быть представлен таким патентным поверенным.

### Европейский патентный поверенный
Европейский патентный поверенный — это специально уполномоченное лицо, имеющее право представительства перед Европейским патентным ведомством.
Лица, претендующие на звание европейского патентного поверенного, должны отвечать определённым требованиям и сдать квалификационные экзамены — European qualifying examination (EQE) или получить это звание по определённой процедуре, прописанной в Европейской патентной конвенции, если он является опытным и квалифицированным национальным патентным поверенным страны — члена Европейской патентной организации. Для допуска к сдаче квалификационных экзаменов (EQE) кандидаты должны иметь инженерную или научную степень (при определённых ограниченных условиях достаточно иметь большой опыт работы в научной сфере), а также иметь подтверждённый стаж работы не менее трёх лет в отрасли, связанной с национальным или европейским патентным правом.